# 三和グループ
三和グループ（さんわグループ、英語: SANWA GROUP）は、鴻池財閥、山口財閥、鈴木財閥、岩井財閥、久原財閥、日窒コンツェルン、日産コンツェルン等の系譜を引く企業と旧三和銀行（現在の三菱UFJ銀行）の融資系列からなる企業集団である。

## 概要
旧財閥は戦後企業集団として復活したが、そのうち戦前の財閥時代から金融・産業両部門において、ほとんどあらゆる分野に傘下企業を持っていた三井・三菱・住友の三大財閥は、戦後ほぼそのままの形で企業集団として再結集した。しかし、三大財閥以外に金融部門を中心とした財閥や特定の産業部門を中心とした中小財閥も多数存在し、総合財閥でないこれらの財閥は銀行取引先を中心とした企業集団を形成した。これらのメインバンクとして融資系列を母体として登場した企業グループが旧安田財閥を中心に旧浅野財閥・旧森コンツェルン・旧日産コンツェルン等を系列化して富士銀行（現・みずほ銀行）を中核企業として誕生した芙蓉グループ、旧渋沢財閥・旧古河財閥・旧神戸川崎財閥・旧鈴木商店系他の第一銀行取引先と勧銀十五社会他の日本勧業銀行取引先を系列化して第一勧業銀行（現・みずほ銀行）を中核企業として誕生した第一勧銀グループと、本項目で述べる三和グループである。
中核企業の三和銀行（→UFJ銀行→三菱UFJ銀行）は、鴻池財閥の中核である鴻池銀行・山口財閥の中核である山口銀行・元第三十四国立銀行である三十四銀行の3行が合併して誕生した銀行であり、日新製鋼（のちの日鉄日新製鋼、現在の日本製鉄）・積水化学工業・帝国人絹（現・帝人）・日本レイヨン（現・ユニチカ）・丸善石油（現・コスモ石油）等を系列化した上で社長会の三水会と親睦会のみどり会及びクローバー会を結成して三和グループが誕生した。三水会は、三和銀行が東海銀行と合併してUFJ銀行が設立されたのに伴い、旧東海銀行の親密先4社が加入して水曜会に改組された。クローバー会は、UFJ銀行の設立に伴い解散した。一方、みどり会は、法人化され今も活動しており、三和グループの活動主体となっている。

## 三和グループ主要各社
この節では水曜会・みどり会に加盟している企業を挙げる。
三和銀行自体が大阪市を発祥としていることから、関西（近畿地方）に本社・本店を置いていたり、主たる営業エリアとしている企業が多いが、かつてメインバンクが三和銀行であった京成電鉄や大京、日立グループ、国際興業、ロッテなどのように関西以外の地域を地盤としている企業も加盟している。
かつては菓子製造業の会社であったタカラブネや、家電量販店業を中心にしていたヤマギワ、また靴下を主力とした衣料企業である福助や、シューズの製造メーカー企業である世界長なども加入していたが、これらの会社の経営破綻により脱退した。タカラブネはその後別企業に買収され別会社となった後、現在は不二家神戸となって経営再建を果たしたが、みどり会には加盟していない。ヤマギワは経営再建を達成してYAMAGIWAに社名変更し、福助も経営再建に成功したものの、みどり会への復帰を果たしていない。また、世界長はその後芙蓉グループのメンバーであるオカモトの傘下に入り世界長ユニオンとなったのちオカモトに吸収合併されたが再びみどり会には加盟していない。
この他、三菱ロジスネクストは2018年度末となる2019年3月末で自主的に脱退し、ユニキャリア（後のロジスネクストユニキャリア。2017年にニチユ三菱フォークリフトとの経営統合の関連で社名を変更した前述の三菱ロジスネクストと経営統合をした後、2020年のグループ再編で同社への完全合併で会社解散により消滅）が会社解散により脱退。アプラスフィナンシャルがアプラスに吸収合併された際に脱退した。また大阪セメントが住友セメントと合併で住友大阪セメントになった際に脱退し、コロンバンが自主的に脱退している。また、日立金属（現：プロテリアル）、日立電線（2013年、日立金属に吸収合併）と共に「日立御三家」と呼ばれていた日立化成（現：レゾナック）は昭和電工（現・レゾナック・ホールディングス）による子会社化および昭和電工マテリアルズへの社名変更と同時に春光グループからも脱退し、日新製鋼（現：日本製鉄）は日本製鉄による子会社化および日鉄日新製鋼への社名変更と同時に最勝会グループからも脱退している。
太字は三水会発足時のメンバーである。
| 社名                                 | 水曜会 | みどり会 | 備考           |
| ------------------------------------ | ------ | -------- | -------------- |
| アート引越センター                   | -      | ○        |                |
| あいおいニッセイ同和損害保険         | -      | ○        |                |
| 朝日ウッドテック                     | -      | ○        |                |
| アズワン                             | -      | ○        |                |
| 天辻鋼球製作所                       | -      | ○        |                |
| 荒川化学工業                         | -      | ○        |                |
| 新家工業                             | -      | ○        |                |
| ECC                                  | -      | ○        |                |
| 一冨士フードサービス                 | -      | ○        |                |
| 伊藤ハム米久ホールディングス         | ○      | -        |                |
| イトキン                             | -      | ○        |                |
| 岩崎通信機                           | ○      | ○        |                |
| 岩谷産業                             | ○      | ○        |                |
| 上村工業                             | -      | ○        |                |
| エクセディ                           | -      | ○        |                |
| 江崎グリコ                           | -      | ○        |                |
| SBSホールディングス                  | -      | ○        |                |
| NSD                                  | -      | ○        |                |
| エヌオーイー                         | -      | ○        |                |
| NTN                                  | ○      | ○        |                |
| オークラヤ住宅                       | -      | ○        |                |
| 大阪ガス                             | ○      | -        | ※8             |
| 大阪ソーダ                           | -      | ○        |                |
| 大西                                 | -      | ○        |                |
| 大林組                               | ○      | ○        | ※8             |
| 大林道路                             | -      | ○        |                |
| 奥村組土木興業                       | -      | ○        |                |
| オリエンタル白石                     | -      | ○        | ※7             |
| オリックス                           | ○      | ○        |                |
| 学生情報センター                     | -      | ○        |                |
| カサタニ                             | -      | ○        |                |
| カナデビア                           | ○      | ○        | ※6             |
| 関西ペイント                         | ○      | ○        | ※7             |
| KISCO                                | -      | ○        |                |
| キミカ                               | -      | ○        |                |
| 牛乳石鹸共進社                       | -      | ○        |                |
| 京セラ                               | ○      | -        |                |
| クラシエ                             | -      | ○        |                |
| クリナップ                           | -      | ○        |                |
| 栗原工業                             | -      | ○        |                |
| グリーンスタンプ                     | -      | ○        |                |
| くろがね工作所                       | -      | ○        |                |
| 京成電鉄                             | -      | ○        |                |
| 建設技術研究所                       | -      | ○        |                |
| 公益社                               | -      | ○        |                |
| 神戸製鋼所                           | ○      | ○        | ※4             |
| 国際興業                             | -      | ○        |                |
| コスモエネルギーホールディングス     | ○      | ○        |                |
| コニカミノルタ                       | -      | ○        |                |
| コニシ                               | -      | ○        |                |
| 小林クリエイト                       | -      | ○        |                |
| 小林製薬                             | -      | ○        |                |
| 堺化学工業                           | -      | ○        |                |
| サクラクレパス                       | -      | ○        |                |
| ザ・パック                           | -      | ○        |                |
| 三桜工業                             | -      | ○        |                |
| サンスター                           | -      | ○        |                |
| サンセイテクノス                     | -      | ○        |                |
| サントリーホールディングス           | ○      | ○        |                |
| サンリオ                             | -      | ○        |                |
| JNC                                  | -      | ○        |                |
| J.フロント リテイリング              | ○      | -        | ※9             |
| ジェーシービー                       | -      | ○        |                |
| CBC                                  | -      | ○        |                |
| 島精機製作所                         | -      | ○        |                |
| 島田商事                             | -      | ○        |                |
| シマノ                               | -      | ○        | ※8             |
| シミックホールディングス             | -      | ○        |                |
| シャープ                             | ○      | -        |                |
| 商船三井                             | ○      | -        | ※2             |
| 昭和丸筒                             | -      | ○        |                |
| 新関西製鐵                           | -      | ○        |                |
| 神鋼環境ソリューション               | -      | ○        |                |
| 新明和工業                           | ○      | ○        | ※6             |
| スズケン                             | ○      | -        | ※9             |
| 積水化学工業                         | ○      | ○        |                |
| 積水化成品工業                       | -      | ○        |                |
| 積水樹脂                             | -      | ○        |                |
| 積水ハウス                           | ○      | ○        | ※8             |
| 錢高組                               | ○      | ○        |                |
| 錢屋アルミニウム製作所               | -      | ○        |                |
| センコーグループホールディングス     | -      | ○        |                |
| 全日警                               | -      | ○        |                |
| 双日                                 | ○      | ○        | ※4、※7、※8     |
| 象印マホービン                       | -      | ○        |                |
| 損害保険ジャパン                     | -      | ○        | ※3、※4、※5、※6 |
| 大栄電気                             | -      | ○        |                |
| 大王製紙                             | -      | ○        |                |
| 大京                                 | -      | ○        |                |
| 大光電機                             | -      | ○        |                |
| 大末建設                             | -      | ○        |                |
| ダイダン                             | -      | ○        | ※8             |
| 大同生命保険                         | -      | ○        |                |
| 大日本除虫菊                         | -      | ○        |                |
| ダイハツインフィニアース             | -      | ○        |                |
| ダイハツ工業                         | ○      | ○        | ※10            |
| 太陽生命保険                         | -      | ○        |                |
| ダイワボウホールディングス           | -      | ○        |                |
| 髙島屋                               | ○      | ○        |                |
| 辰馬本家酒造                         | -      | ○        |                |
| 田辺三菱製薬                         | ○      | ○        | ※1             |
| 田村駒                               | -      | ○        |                |
| 中央自動車工業                       | -      | ○        |                |
| 月島ホールディングス                 | -      | ○        |                |
| TIS                                  | -      | ○        |                |
| T&Dフィナンシャル生命保険            | -      | ○        |                |
| TOA                                  | -      | ○        |                |
| 帝人                                 | ○      | ○        |                |
| デンキョーグループホールディングス   | -      | ○        |                |
| トーア紡コーポレーション             | -      | ○        | ※7             |
| 東海旅客鉄道                         | ○      | -        | ※9             |
| 東京會舘                             | -      | ○        |                |
| 東畑建築事務所                       | -      | ○        |                |
| 東宝                                 | -      | ○        |                |
| 東洋カーマックス                     | -      | ○        |                |
| 東洋建設                             | ○      | ○        |                |
| 東洋紙業                             | -      | ○        |                |
| TOYO TIRE                            | ○      | ○        |                |
| 東洋電機製造                         | -      | ○        |                |
| 東洋不動産                           | -      | ○        |                |
| 東リ                                 | -      | ○        |                |
| 徳島大正銀行                         | -      | ○        |                |
| トクヤマ                             | ○      | ○        | ※7             |
| 中山製鋼所                           | ○      | ○        |                |
| 名村造船所                           | -      | ○        |                |
| 南海電気鉄道                         | -      | ○        |                |
| ニチイ学館                           | -      | ○        |                |
| 日新                                 | -      | ○        |                |
| 日東電工                             | ○      | ○        |                |
| 日本瓦斯                             | -      | ○        |                |
| 日本コンクリート工業                 | -      | ○        |                |
| 日本通運                             | ○      | -        | ※4             |
| 日本生命保険                         | ○      | -        |                |
| 野村ホールディングス                 | -      | ○        | ※8             |
| ノーリツ鋼機                         | -      | ○        |                |
| ハーモニック                         | -      | ○        |                |
| パーソルホールディングス             | -      | ○        |                |
| パイロットコーポレーション           | -      | ○        |                |
| ハウス食品                           | -      | ○        |                |
| 原田産業                             | -      | ○        |                |
| パレスホテル                         | -      | ○        | ※3             |
| 阪急電鉄                             | -      | ○        |                |
| 阪急阪神百貨店                       | -      | ○        |                |
| 阪急阪神ホテルズ                     | -      | ○        |                |
| 阪急阪神ホールディングス             | ○      | -        |                |
| 阪急阪神不動産                       | -      | ○        |                |
| 阪九フェリー                         | -      | ○        |                |
| ビジネスコンサルタント               | -      | ○        |                |
| 日立グローバルライフソリューションズ | -      | ○        | ※6             |
| 日立製作所                           | ○      | ○        | ※3、※4、※6     |
| 非破壊検査                           | -      | ○        | ※8             |
| フジキン                             | -      | ○        |                |
| 藤田観光                             | -      | ○        |                |
| フランスベッド                       | -      | ○        |                |
| フルサト・マルカホールディングス     | -      | ○        |                |
| プロテリアル                         | ○      | ○        | ※6             |
| ぺんてる                             | -      | ○        |                |
| HOYA                                 | ○      | -        |                |
| 毎日新聞社                           | -      | ○        |                |
| 松本油脂製薬                         | -      | ○        |                |
| 丸善石油化学                         | -      | ○        |                |
| マンダム                             | -      | ○        |                |
| 味覚糖                               | -      | ○        |                |
| ミサワホーム                         | -      | ○        |                |
| 三菱UFJ eスマート証券                | -      | ○        | ※1             |
| 三菱UFJ銀行                          | ○      | ○        | ※1             |
| 三菱UFJ信託銀行                      | ○      | ○        | ※1             |
| 三菱UFJニコス                        | -      | ○        | ※1             |
| 三菱UFJモルガン・スタンレー証券      | -      | ○        | ※1             |
| 三菱UFJリサーチ&コンサルティング     | -      | ○        | ※1             |
| 三菱HCキャピタル                     | -      | ○        | ※1、※6         |
| 三ツ星ベルト                         | -      | ○        |                |
| モリ工業                             | -      | ○        |                |
| 森下仁丹                             | -      | ○        |                |
| ヤマトインターナショナル             | -      | ○        |                |
| UCC上島珈琲                          | -      | ○        |                |
| UBE                                  | ○      | ○        |                |
| UBE三菱セメント                      | -      | ○        | ※1             |
| ユニオン                             | -      | ○        |                |
| ユニチカ                             | ○      | ○        |                |
| ユニ・チャーム                       | -      | ○        |                |
| ユニー                               | ○      | -        | ※9             |
| 寄神建設                             | -      | ○        |                |
| リンクレア                           | -      | ○        |                |
| ロックペイント                       | -      | ○        |                |
| 六甲バター                           | -      | ○        |                |
| ロッテ                               | -      | ○        |                |
| ワキタ                               | -      | ○        |                |

備考欄の
- ※1の会社は三菱グループ（三菱金曜会[17][15]・三菱広報委員会[16]会員企業）でもある。
- ※2の会社は三井グループ（二木会・三井広報委員会・月曜会会員企業、三井文庫賛助企業[17]）でもある。
- ※3の会社は芙蓉グループ（芙蓉会[17]・芙蓉懇談会会員企業[18][17]）でもある。
- ※4の会社は第一勧銀グループ（三金会[17]会員企業）でもある。
- ※5の会社は古河グループ（古河三水会[19]会員企業でもある。
- ※6の会社は春光グループ（春光会・春光懇話会[20]会員企業）でもある。
- ※7の会社は最勝会グループ[9]でもある。
- ※8の会社は大輪会会員企業[13]でもある。
- ※9の会社は旧東海銀行の親密先である[7]。
- ※10の会社はトヨタグループでもある[10]。